# Nerone Reddi
Nerone Reddi (Trieste, 13 aprile 1924 – ...) è stato un calciatore italiano, di ruolo attaccante.

## Carriera
Dopo il debutto in Serie B con la Pro Patria nella vittoriosa stagione 1946-1947, passa alla Sanremese dove gioca per due stagioni in Serie C.
Nel 1949 torna a disputare per due anni la Serie B con lo Spezia, collezionando complessivamente 53 presenze; nel 1951 si trasferisce al Foggia, dove gioca per una stagione in Serie C ed un'altra in IV Serie.

## Palmarès

### Club

#### Competizioni nazionali
- Serie B: 1

Pro Patria: 1946-1947